# أييلا يوسف
أتاندا أييلا يوسف (بالإنجليزية: Atanda Ayila Yussuf) (مواليد 4 نوفمبر 1984 في نيجيريا) لاعب كرة قدم نيجيري يلعب حاليا في نادي دينامو كييف الأوكراني .

## روابط خارجية
- أييلا يوسف على موقع الاتحاد الدولي (مؤرشف)  (الإنجليزية)
- أييلا يوسف على موقع اتحاد تركيا (لاعب) (الإنجليزية)
- أييلا يوسف على موقع اتحاد أوكرانيا (الإنجليزية)
- أييلا يوسف على موقع قاعدة بيانات كرة القدم.إي يو (الإنجليزية)
- أييلا يوسف على موقع ناشيونال فوتبول تيمز (الإنجليزية)
- أييلا يوسف على موقع Soccerway.com (الإنجليزية)
- أييلا يوسف على موقع عالم كرة القدم.نت (الإنجليزية)
- أييلا يوسف على موقع AS.com (الإسبانية)